# Vila Viçosa
Vila Viçosa là một huyện thuộc tỉnh Évora, Bồ Đào Nha. Huyện này có diện tích 195 km², dân số thời điểm năm 2001 là 8871 người.